# John Milton Niles
John Milton Niles, född 20 augusti 1787, död 31 maj 1856, var en jurist, redaktör, författare och politiker från Connecticut i USA, som var ledamot av USA:s senat och chef för det amerikanska postverket i egenskap av postminister i USA:s regering från 1840 till 1841.

## Tidigt liv
Niles föddes i Windsor, Connecticut, och gick i offentliga skolor. Han studerade juridik och antogs till advokatsamfundet 1817. Därefter arbetade han som advokat i Hartford, Connecticut. Han grundade också en nyhetstidning i Hartford: "Hartford Weekly Times". Han var både redaktör och skribent i tidningen i över trettio år.

## Politisk karriär
Niles blev aktiv i Demokraterna och förespråkare för delstaternas rättigheter gentemot federationen. Han utnämndes till domare i domstolen i Hartford County 1820, men började inte förrän 1821. Han lämnade uppdraget som domare när han 1826 valdes in i Connecticuts representanthus. Han misslyckades med att bli omvald och fortsatte jobba som advokat. Han utnämndes till chef för posten i Hartford 1829 och hade detta arbete till 1836.
När ledamoten av  USA:s senat Nathan Smith avled under sin mandatperiod 1835 valdes Niles till hans ersättare. Han tjänstgjorde som senator till 1839. Han var där ordförande för ett av senatens utskott. Han kandiderade inte till omval.
Åren 1839 och 1840 var han Demokraternas kandidat till posten som guvernör i Connecticut, men förlorade båda gånger mot William W. Ellsworth.
Han utnämndes till chef för det amerikanska postverket av president Martin Van Buren 1840 och tjänstgjorde till slutet av Van Burens mandatperiod 1841. Han kom tillbaka till senaten 1844. Han valdes egentligen till ämbetet 1842 och skulle ha börjat 1843, men dålig hälsa och en strid om hans kvalifikationer gjorde att han inte kunde börja tidigare. Han tjänstgjorde till 1849 och tackade nej till att kandidera till omval. Han stödde Free Soil-partiets kampanj för sin vän Van Buren 1848, och kandiderade till guvernör för detta parti 1849 men vann inte.
Niles tillbringade en del tid i Europa från 1851 till 1852 och under sina sista år intresserade han sig för hortikultur.
Han var Connecticuts ledamot i Republikanernas allra första nationella konvent i februari 1856.
Han avled i Hartford den 30 maj 1856 och begravdes i staden på Old North Cemetery. Han lämnade sitt bibliotek till Connecticut Historical Society och lämnade $ 70 000 till staden Hartford som en ideell stiftelse, vars avkastning varje år skulle delas ut till de fattiga.

## Bibliografi

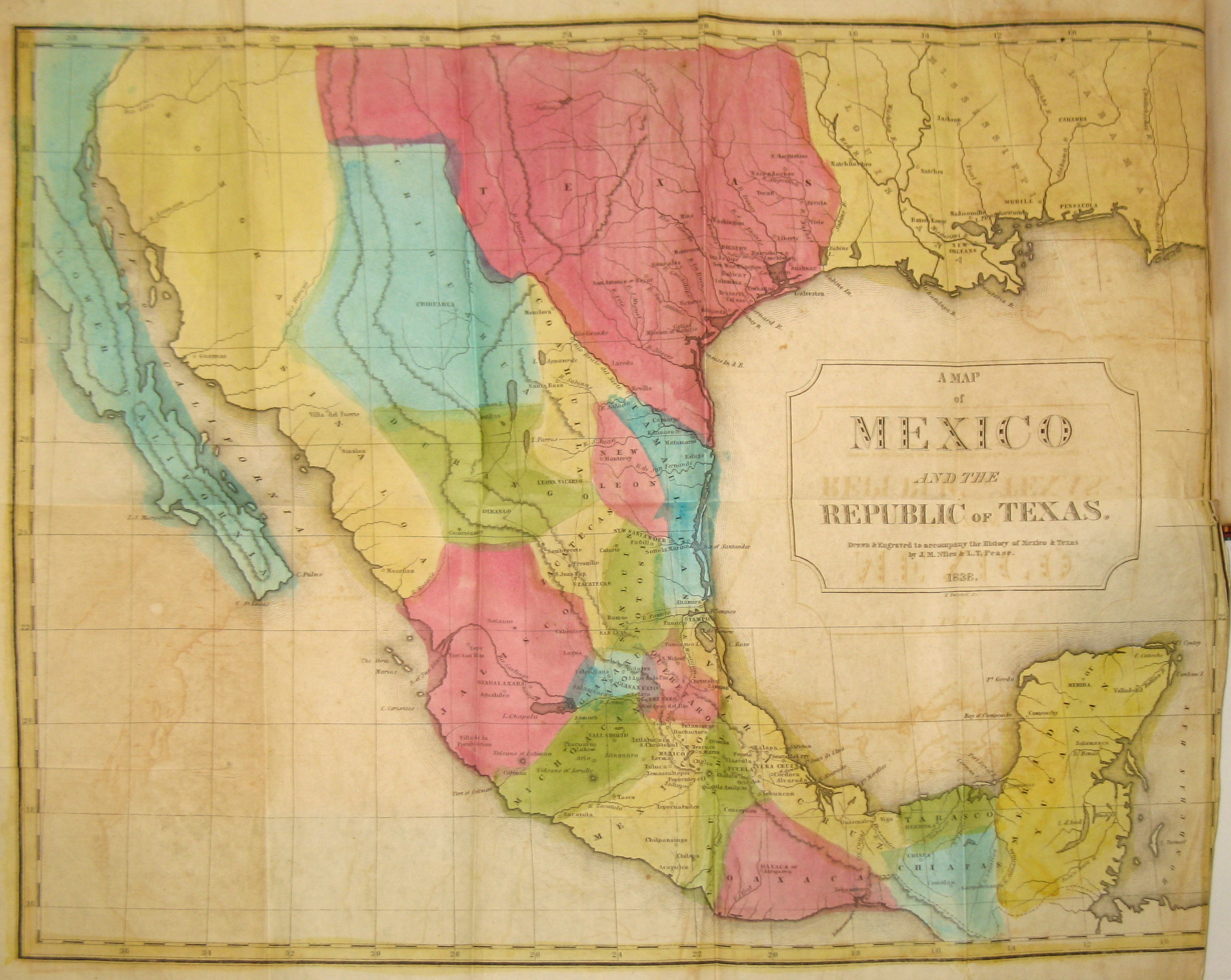
Niles, Map of Mexico and the Republic of Texas, 1838